# Aero Fighters 2
Aero Fighters 2, noto in Giappone come Sonic Wings 2 (ソニックウィングス2?, Sonikku Uingutsu 2), è un videogioco sparatutto a scorrimento verticale, sviluppato per i cabinati arcade nel 1994 dalla Video System, convertito poi per il Neo Geo CD nello stesso anno.
È il seguito del precedente Aero Fighters del 1992, del quale mantiene intatta la giocabilità; è il primo titolo della serie a sfruttare l'hardware Neo Geo.

## Modalità di gioco
Aero Fighters 2 si gioca con due pulsanti, con A che spara proiettili dall'aereo e B che lancia un attacco speciale con una bomba usante da una scorta limitata. I proiettili potenti possono essere ottenuti distruggendo edifici e aerei corazzati nemici. Ne esistono di due tipi: le "P", che aumentano la potenza di fuoco dell'aereo di un livello, e le "F", che aumentano la potenza di fuoco dell'aereo al livello massimo istantaneamente. Il livello massimo dura solo per un numero limitato di colpi. Quando determinati nemici terrestri ed edifici vengono distrutti, compaiono dei bonus in denaro che danno un numero di punti fisso in base alla velocità con cui il giocatore li distrugge e alla velocità con cui lo ha raccolto. Quando il giocatore raggiunge la fine del livello, deve affrontare una nave boss.
Infine, particolarità del titolo è che presenta ben 47 differenti sequenze finali e tre differenti boss di fine gioco (Manbou, piuttosto semplice da sconfiggere; Tenukie Chaudo, di media difficoltà; Lar, molto impegnativo): il tutto variato a seconda del personaggio scelto, dei risultati ottenuti tra i livelli e del caso.

## Livelli
Sono presenti dieci scenari ambientati in differenti e caratteristiche parti del mondo. Il bonus da prendere per l'incremento del solo punteggio presenta un simbolo diverso per ogni nazione e corrispondente alla moneta al tempo in circolazione nel paese (lo yen in Giappone, il cruzado in Brasile, il dollaro negli Stati Uniti, eccetera). Una volta completati, c'è un finale specifico per il personaggio. La sessione quindi si ripete con cambiamenti di palette, ma dopo aver completato i livelli in loop, il gioco finisce davvero.
- Giappone
- Brasile
- Oceano Atlantico (scenario bonus)
- Stati Uniti
- Francia
- Australia
- Himalaya (scenario bonus)
- Messico
- Hawaii
- Scenario finale

## Personaggi
- Robo Keaton (F-117)
- Silver (A-10)
- Hi-En (FS-X)
- Mao Mao (F-15)
- Cindy Ellen (F-14)
- Spanky (YF-23)
- Steve (Rafale)
- Bobby (FRS.2)

## Accoglienza
In Giappone, la rivista Game Machine elencò Aero Fighters 2 nel numero del 1º settembre 1994 come la settima unità arcade di maggior successo del mese. Allo stesso modo, RePlay ha riferito che era il sedicesimo gioco più popolare in Nord America. Il titolo è stato accolto in modo generalmente positivo dalla critica.